# T.H. Gill & Son Ltd.
T.H. Gill & Son Ltd. (kurz: Gill) war ein britischer Karosseriehersteller, der in der ersten Hälfte des 20. Jahrhunderts Aufbauten für Personenkraftwagen fertigte. Es war zeitweise eng mit dem im gleichen Marktsegment tätigen Unternehmen All-Weather Motor Bodies verbunden.

## Unternehmensgeschichte
T.H. Gill & Son wurde vor Ausbruch des Ersten Weltkriegs von T.H. Gill gegründet. Der Gründer leitete den Betrieb bis 1920; danach übernahm sein Sohn J.J. Gill die Unternehmensführung.
Gill war im Londoner Stadtteil Paddington ansässig. 1912 produzierte das Unternehmen die ersten Automobilkarosserien. Gill erwarb sich schnell einen guten Ruf und galt nach wenigen Jahren als Spezialist für sogenannte Allwetteraufbauten, d. h. offene Mehrsitzer, die mit einem eng anliegenden Stoffverdeck und – meist einsteckbaren – seitlichen Fensterscheiben im Falle schlechten Wetters komplett verschlossen werden konnten. Sie galten als technisch aufwendig und waren dementsprechend teuer. Gill war nicht an einen speziellen Chassishersteller gebunden. Belegt sind zahlreiche Aufbauten auf Fahrgestellen von Rolls-Royce und Isotta Fraschini. In der Literatur finden sich Anhaltspunkte dafür, dass das Unternehmen zeitweise mit dem Londoner Isotta-Fraschini-Importeur kooperierte.
1931 gründete Gill einen im Londoner Stadtteil Kilburn ansässigen Tochterbetrieb namens Gill All-Weather Motor Bodies, der später nur als All-Weather Motor Bodies bezeichnet wurde. All-Weather produzierte in erster Linie Aufbauten für Omnibusse. Bis 1935 arbeiteten Gill und All-Weather Bodies nebeneinander. 1935 stellte T. H. Gill & Son Ltd. den Betrieb ein. All-Weather Bodies setzte die Fertigung von Automobilkarosserien bis 1939 fort. Nach dem Ende des Zweiten Weltkriegs nahm All-Weather Bodies den Karosseriebau nicht wieder auf, bestand aber noch bis 1955 fort. Das Unternehmen war in dieser Zeit ein Reparaturbetrieb für Automobile.